# David Langan
David Francis (Dave) Langan (ur. 15 lutego 1957 w Dublinie) – piłkarz irlandzki, występujący na pozycji obrońcy.
Z zespołem Oxford United F.C. w 1986 zdobył Puchar Ligi Angielskiej. W latach 1978–1987 rozegrał 26 meczów w reprezentacji Irlandii.